# Ekstraklasa 2009-2010
L'Ekstraklasa 2009-2010 fu l'84ª edizione della massima serie del campionato polacco di calcio, la 76ª edizione nel formato di campionato. La stagione iniziò il 21 luglio 2009 e si concluse il 15 maggio 2010. Il Lech Poznań vinse il campionato per la sesta volta nella sua storia. Capocannoniere del torneo fu Robert Lewandowski, attaccante del Lech Poznań, con 18 reti realizzate.

## Stagione

### Novità
Dalla Ekstraklasa 2008-2009 vennero retrocessi in I liga il Górnik Zabrze e il ŁKS, relegato all'ultimo posto in classifica poiché gli venne revocata la licenza di partecipazione al campionato. Dalla I liga 2008-2009 vennero promossi il Widzew Łódź e lo Zagłębie Lubin, rispettivamente classificate al primo e al secondo posto.
Al Widzew Łódź venne rifiutata la promozione in Ekstraklasa dalla federazione polacca per il suo coinvolgimento nello scandalo corruzione scoppiato nel calcio polacco. Di conseguenza, venne ammesso in Ekstraklasa il Korona Kielce, terzo classificato in I liga.

### Formula
Le sedici squadre partecipanti si affrontavano in un girone all'italiana con partite di andata e ritorno, per un totale di 30 giornate. La squadra prima classificata era campione di Polonia e si qualificava per il secondo turno preliminare della UEFA Champions League 2010-2011, mentre le squadre classificate al secondo e al terzo posto si qualificavano, rispettivamente, per il secondo e per il primo turno preliminare della UEFA Europa League 2010-2011, assieme alla vincitrice della Coppa di Polonia ammessa al terzo turno preliminare. Le ultime due classificate venivano retrocesse direttamente in I liga.

## Squadre partecipanti
| Club             | Città            | Stadio                       | Stagione precedente      |
| ---------------- | ---------------- | ---------------------------- | ------------------------ |
| Arka Gdynia      | Gdynia           | Stadion GOSiR                | 13º posto in Ekstraklasa |
| GKS Bełchatów    | Bełchatów        | Stadion GKS Bełchatów        | 5º posto in Ekstraklasa  |
| Jagiellonia      | Białystok        | Stadion Miejski              | 8º posto in Ekstraklasa  |
| Korona Kielce    | Kielce           | Stadion Miejski              | 3º posto in I liga       |
| KS Cracovia      | Cracovia         | Stadion Cracovii             | 14º posto in Ekstraklasa |
| Lech Poznań      | Poznań           | Stadion Miejski              | 3º posto in Ekstraklasa  |
| Lechia Danzica   | Danzica          | Stadion MOSiR                | 11º posto in Ekstraklasa |
| Legia Varsavia   | Varsavia         | Stadio dell'esercito polacco | 2º posto in Ekstraklasa  |
| Odra             | Wodzisław Śląski | Stadio MOSiR                 | 12º posto in Ekstraklasa |
| Polonia Bytom    | Bytom            | Stadion Edwarda Szymkowiaka  | 7º posto in Ekstraklasa  |
| Polonia Varsavia | Varsavia         | Stadion Polonii Warszawa     | 4º posto in Ekstraklasa  |
| Ruch Chorzów     | Chorzów          | Stadion Ruchu Chorzów        | 9º posto in Ekstraklasa  |
| Śląsk Breslavia  | Breslavia        | Stadion Oporowska            | 6º posto in Ekstraklasa  |
| Piast Gliwice    | Gliwice          | Stadio Piast                 | 10º posto in Ekstraklasa |
| Wisła Cracovia   | Cracovia         | Stadion Miejski              | Campione di Polonia      |
| Zagłębie Lubin   | Lubin            | Dialog Arena                 | 2º posto in I liga       |

## Classifica finale
|  | Pos. | Squadra           | Pt | G  | V  | N  | P  | GF | GS | DR  |
|  | ---- | ----------------- | -- | -- | -- | -- | -- | -- | -- | --- |
|  | 1.   | Lech Poznań       | 65 | 30 | 19 | 8  | 3  | 51 | 20 | +31 |
|  | 2.   | Wisła Cracovia    | 62 | 30 | 19 | 5  | 6  | 48 | 20 | +28 |
|  | 3.   | Ruch Chorzów      | 53 | 30 | 16 | 5  | 9  | 40 | 30 | +10 |
|  | 4.   | Legia Varsavia    | 51 | 30 | 15 | 6  | 9  | 34 | 21 | +13 |
|  | 5.   | GKS Bełchatów     | 48 | 30 | 13 | 9  | 8  | 37 | 27 | +10 |
|  | 6.   | Korona Kielce     | 37 | 30 | 9  | 10 | 11 | 35 | 41 | -6  |
|  | 7.   | Polonia Bytom     | 37 | 30 | 10 | 9  | 11 | 29 | 31 | -2  |
|  | 8.   | Lechia Danzica    | 37 | 30 | 9  | 10 | 11 | 30 | 32 | -2  |
|  | 9.   | Śląsk Breslavia   | 36 | 30 | 8  | 12 | 10 | 32 | 33 | -1  |
|  | 10.  | Zagłębie Lubin    | 35 | 30 | 8  | 11 | 11 | 30 | 38 | -8  |
|  | 11.  | Jagiellonia (-10) | 34 | 30 | 11 | 11 | 8  | 29 | 27 | +2  |
|  | 12.  | KS Cracovia       | 34 | 30 | 9  | 7  | 14 | 25 | 39 | -14 |
|  | 13.  | Polonia Varsavia  | 33 | 30 | 9  | 6  | 15 | 25 | 38 | -13 |
|  | 14.  | Arka Gdynia       | 28 | 30 | 7  | 7  | 16 | 28 | 39 | -11 |
|  | 15.  | Odra              | 27 | 30 | 7  | 6  | 17 | 27 | 45 | -18 |
|  | 16.  | Piast Gliwice     | 27 | 30 | 7  | 6  | 17 | 30 | 50 | -20 |

Legenda:
      Campione di Polonia e ammessa alla UEFA Champions League 2010-2011.
      Ammessa alla UEFA Europa League 2010-2011.
      Retrocessa in I liga 2010-2011.
Note:
Tre punti a vittoria, uno a pareggio, zero a sconfitta.
Lo Jagiellonia ha scontato 10 punti di penalizzazione perché coinvolta nello scandalo che riguardava anche lo Zagłębie Lubin.

## Risultati
|                  | LcP  | Wis  | Ruc  | Leg  | GKS  | Kor  | PoB  | LcD  | Ślą  | Zag  | Jag  | KSC  | PoV  | Ark  | Odr  | Pia  |
| ---------------- | ---- | ---- | ---- | ---- | ---- | ---- | ---- | ---- | ---- | ---- | ---- | ---- | ---- | ---- | ---- | ---- |
| Lech Poznań      | –––– | 1-0  | 3-1  | 1-0  | 2-2  | 2-0  | 3-0  | 2-1  | 1-0  | 2-0  | 2-0  | 3-1  | 2-4  | 2-0  | 1-0  | 1-1  |
| Wisła Cracovia   | 0-0  | –––– | 2-0  | 0-1  | 3-0  | 0-1  | 1-1  | 3-0  | 1-0  | 1-0  | 2-1  | 0-1  | 2-1  | 0-1  | 1-1  | 2-1  |
| Ruch Chorzów     | 1-2  | 1-3  | –––– | 1-0  | 1-0  | 0-0  | 2-1  | 1-0  | 0-0  | 0-2  | 5-2  | 2-0  | 2-0  | 1-0  | 3-2  | 2-0  |
| Legia Varsavia   | 2-0  | 0-3  | 2-0  | –––– | 2-2  | 5-2  | 1-0  | 2-0  | 1-1  | 4-0  | 2-1  | 0-0  | 1-1  | 1-0  | 0-1  | 3-0  |
| GKS Bełchatów    | 1-1  | 1-0  | 2-1  | 0-1  | –––– | 1-0  | 2-2  | 2-1  | 2-0  | 1-3  | 1-1  | 3-0  | 3-0  | 1-0  | 3-0  | 0-1  |
| Korona Kielce    | 0-5  | 2-3  | 3-0  | 0-1  | 1-1  | –––– | 1-0  | 1-0  | 1-1  | 3-3  | 1-0  | 1-1  | 4-0  | 1-2  | 1-1  | 3-2  |
| Polonia Bytom    | 1-1  | 1-3  | 0-1  | 1-0  | 1-0  | 1-0  | –––– | 1-1  | 0-0  | 2-1  | 1-1  | 1-2  | 1-0  | 3-1  | 1-1  | 4-0  |
| Lechia Danzica   | 0-0  | 0-1  | 1-1  | 2-3  | 0-2  | 1-1  | 0-0  | –––– | 1-1  | 1-0  | 2-0  | 1-0  | 1-1  | 2-1  | 0-2  | 0-1  |
| Śląsk Wrocław    | 0-3  | 1-3  | 0-0  | 0-0  | 0-0  | 1-1  | 2-1  | 1-2  | –––– | 2-0  | 1-2  | 2-0  | 1-0  | 2-1  | 4-0  | 2-1  |
| Zagłębie Lubin   | 0-1  | 1-4  | 0-1  | 0-0  | 1-1  | 2-2  | 2-0  | 2-2  | 1-1  | –––– | 0-0  | 0-0  | 2-0  | 0-2  | 2-1  | 1-1  |
| Jagiellonia      | 2-3  | 0-0  | 1-0  | 2-0  | 2-1  | 2-0  | 0-0  | 0-0  | 2-0  | 0-0  | –––– | 0-0  | 1-0  | 2-1  | 2-1  | 2-0  |
| KS Cracovia      | 1-0  | 1-1  | 1-4  | 1-2  | 0-1  | 3-0  | 1-2  | 2-6  | 1-0  | 1-1  | 0-1  | –––– | 1-2  | 1-1  | 1-0  | 3-2  |
| Polonia Varsavia | 0-3  | 0-1  | 1-1  | 1-0  | 0-0  | 1-1  | 1-0  | 0-1  | 3-2  | 0-1  | 2-0  | 0-1  | –––– | 2-1  | 2-1  | 0-2  |
| Arka Gdynia      | 1-1  | 0-1  | 0-3  | 0-1  | 2-1  | 1-2  | 2-2  | 1-2  | 1-1  | 0-2  | 0-0  | 2-0  | 0-0  | –––– | 2-0  | 2-1  |
| Odra             | 0-0  | 1-3  | 1-3  | 1-0  | 0-1  | 0-2  | 0-1  | 0-0  | 2-4  | 1-2  | 2-2  | 1-0  | 2-1  | 2-1  | –––– | 2-0  |
| Piast Gliwice    | 1-3  | 1-4  | 1-2  | 1-1  | 1-2  | 1-0  | 1-0  | 0-2  | 2-2  | 4-1  | 0-0  | 0-1  | 0-2  | 2-2  | 2-1  | –––– |

## Statistiche

### Squadre
Squadre
- Maggior numero di vittorie: Lech Poznań e Wisła Cracovia (19)
- Maggior numero di pareggi: Sląsk Wrocław (12)
- Maggior numero di sconfitte: Odra, Piast Gliwice (17)
- Minor numero di sconfitte: Lech Poznań (3)
- Miglior attacco: Lech Poznań (51)
- Miglior difesa: Lech Poznań e Wisła Cracovia (20)
- Miglior differenza reti: Lech Poznań (31)

Partite
- Primo gol: Arkadiusz Głowacki, Wisła Cracovia - Ruch Chorzów 2-0 (20')
- Gol più veloce: Marcelo, Zagłębie Lubin - Wisła Cracovia 1-4 (1')
- Partita con più gol: KS Cracovia - Lechia Danzica 2-6 (8)
- Partita con maggiore scarto di gol: Korona Kielce - Lech Poznań 0-5 (5)

### Individuali

#### Classifica Marcatori
Fonte: 90minut.pl
| Gol |  |  | Giocatore          | Squadra         |
| --- |  |  | ------------------ | --------------- |
| 18  |  |  | Robert Lewandowski | Lech Poznań     |
| 14  |  |  | Ilijan Micanski    | Zagłębie Lubin  |
| 11  |  |  | Tomasz Frankowski  | Jagiellonia     |
| 10  |  |  | Paweł Brożek       | Wisła Cracovia  |
| 10  |  |  | Artur Sobiech      | Ruch Chorzów    |
| 9   |  |  | Dawid Nowak        | GKS Bełchatów   |
| 9   |  |  | Vuk Sotirović      | Śląsk Breslavia |
| 8   |  |  | Łukasz Janoszka    | Ruch Chorzów    |
| 8   |  |  | Patryk Małecki     | Wisła Cracovia  |
| 8   |  |  | Sławomir Peszko    | Lech Poznań     |
| 7   |  |  | Marcelo            | Wisła Cracovia  |
| 7   |  |  | Andrzej Niedzielan | Ruch Chorzów    |
| 7   |  |  | Sebastian Olszar   | Piast Gliwice   |